# 彼得伯勒 (新罕布什爾州普查規定居民點)
彼得伯勒（英語：Peterborough）是位於美國新罕布什爾州希爾斯波羅縣的普查規定居民點。

## 人口
根據2020年美國人口普查的數據，彼得伯勒的面積為12.41平方千米，當中陸地面積為12.35平方千米，而水域面積為0.06平方千米。當地共有人口3090人，而人口密度為每平方千米248.99人。